# T-DAB-Frequenz
Unter der T-DAB-Frequenz (kurz T-DAB) versteht man einen Funkkanal für die terrestrische Übertragung von digitalem Hörfunk im Format DAB+ bzw. DAB. Jeder Kanal beansprucht eine Bandbreite von 1,536 MHz. Um diese DAB+/DAB-Signale in den (ehemals analog betriebenen) Fernseh-Empfangskanälen (vor allem im 7-MHz-Kanalraster des VHF-Bandes III) unterzubringen, wurde jeder Kanal in vier Blöcke von A bis D aufgeteilt. Ausnahmen sind die Kanäle 10, 11 und 12 mit jeweils einem zusätzlichen Kanal N sowie der 10 MHz breite Kanal 13 mit 13E und 13F, die aber z. T. nicht genutzt werden können.
Bei der genauen Frequenzwahl mussten noch weitere Randbedingungen beachtet werden:
- ausreichend große „guard bands“, also Frequenzabstände zu den benachbarten Frequenzblöcken und Bandgrenzen
- möglichst günstige Lage der Frequenzblöcke zur besseren Verträglichkeit mit dem 1995 noch vorherrschenden analogen Fernsehen
- eine durch 16 kHz teilbare Blockmittenfrequenz, um den Aufwand auf Empfängerseite (PLL im 16-kHz-Raster) nicht unnötig zu erhöhen

## Rundfunkband I (VHF-Band I)
(Bisher nicht für T-DAB genutzt.)
Gültige Frequenzkoordinierungsabkommen für T-DAB in Europa:
- CEPT: FINAL ACTS of the CEPT T-DAB Planning Meeting Constanța, 2007 (WI95revCO07)
- ITU: final acts of the European Broadcasting Conference in the VHF and UHF bands Stockholm, 1961 (as revised Regional Administrative Conference of the Members of the Union in the European Broadcasting Area, Geneva, 1985) (ST61revGE85)

| Block | Untere Blockgrenze [MHz] | Mittenfrequenz [MHz] | Obere Blockgrenze [MHz] | Anmerkungen                                                          |
| ----- | ------------------------ | -------------------- | ----------------------- | -------------------------------------------------------------------- |
| 2A    | 47,168                   | 47,936               | 48,704                  | in Amerika (ITU-Region 2) nicht vom Weltfunkvertrag gedeckt          |
| 2B    | 48,880                   | 49,648               | 50,416                  | überschneidet sich mit dem 6-Meter-Amateurfunkband                   |
| 2C    | 50,592                   | 51,360               | 52,128                  | überschneidet sich mit dem 6-Meter-Amateurfunkband                   |
| 2D    | 52,304                   | 53,072               | 53,840                  | überschneidet sich mit dem außereuropäischen 6-Meter-Amateurfunkband |
| 3A    | 54,160                   | 54,928               | 55,696                  |                                                                      |
| 3B    | 55,872                   | 56,640               | 57,408                  |                                                                      |
| 3C    | 57,584                   | 58,352               | 59,120                  |                                                                      |
| 3D    | 59,296                   | 60,064               | 60,832                  |                                                                      |
| 4A    | 61,168                   | 61,936               | 62,704                  |                                                                      |
| 4B    | 62,880                   | 63,648               | 64,416                  |                                                                      |
| 4C    | 64,592                   | 65,360               | 66,128                  | überschneidet sich mit dem OIRT-Band                                 |
| 4D    | 66,304                   | 67,072               | 67,840                  | überschneidet sich mit dem OIRT-Band                                 |

## Rundfunkband II (VHF-Band II)
(Bisher nicht für T-DAB genutzt.)
Im Band II (87,5–108 MHz) sind bisher keine DAB-Blöcke explizit festgelegt.
Derzeit wird in diesem Band ausschließlich in analoger Frequenzmodulation (FM) gesendet.
Gültige Frequenzkoordinierungsabkommen für T-DAB in Europa:
- CEPT: FINAL ACTS of the CEPT T-DAB Planning Meeting Constanța, 2007 (WI95revCO07)
- ITU: final acts of the Regional Administrative Conference for the Planning of VHF Sound broadcasting (Region 1 and Part of Region 3) Geneva, 1984 (GE84)

## Rundfunkband III (VHF-Band III)
Gültiges Frequenzkoordinierungsabkommen für T-DAB in Europa:
- CEPT: aufgehoben
- ITU: Final Acts of the Regional Radiocommunication Conference for planning of the digital terrestrial broadcasting service in parts of Regions 1 and 3, in the frequency bands 174–230 MHz and 470–862 MHz (RRC-06) Geneva, 15 May - 16 June 2006 (GE06)

| Block | Untere Blockgrenze [MHz] | Mittenfrequenz [MHz] | Obere Blockgrenze [MHz] | Anmerkungen                                                            |
| ----- | ------------------------ | -------------------- | ----------------------- | ---------------------------------------------------------------------- |
| 5A    | 174,160                  | 174,928              | 175,696                 | kann Störungen des 2-Meter-Polizeifunks verursachen                    |
| 5B    | 175,872                  | 176,640              | 177,408                 | in Deutschland nicht mehr genehmigungsfähig                            |
| 5C    | 177,584                  | 178,352              | 179,120                 | 1. Bundesmux in Deutschland                                            |
| 5D    | 179,296                  | 180,064              | 180,832                 | 2. Bundesmux in Deutschland                                            |
| 6A    | 181,168                  | 181,936              | 182,704                 |                                                                        |
| 6B    | 182,880                  | 183,648              | 184,416                 |                                                                        |
| 6C    | 184,592                  | 185,360              | 186,128                 |                                                                        |
| 6D    | 186,304                  | 187,072              | 187,840                 |                                                                        |
| 7A    | 188,160                  | 188,928              | 189,696                 |                                                                        |
| 7B    | 189,872                  | 190,640              | 191,408                 |                                                                        |
| 7C    | 191,584                  | 192,352              | 193,120                 |                                                                        |
| 7D    | 193,296                  | 194,064              | 194,832                 |                                                                        |
| 8A    | 195,168                  | 195,936              | 196,704                 |                                                                        |
| 8B    | 196,880                  | 197,648              | 198,416                 |                                                                        |
| 8C    | 198,592                  | 199,360              | 200,128                 |                                                                        |
| 8D    | 200,304                  | 201,072              | 201,840                 |                                                                        |
| 9A    | 202,160                  | 202,928              | 203,696                 |                                                                        |
| 9B    | 203,872                  | 204,640              | 205,408                 |                                                                        |
| 9C    | 205,584                  | 206,352              | 207,120                 |                                                                        |
| 9D    | 207,296                  | 208,064              | 208,832                 |                                                                        |
| 10A   | 209,168                  | 209,936              | 210,704                 |                                                                        |
| 10N   | 209,328                  | 210,096              | 210,864                 |                                                                        |
| 10B   | 210,880                  | 211,648              | 212,416                 |                                                                        |
| 10C   | 212,592                  | 213,360              | 214,128                 |                                                                        |
| 10D   | 214,304                  | 215,072              | 215,840                 |                                                                        |
| 11A   | 216,160                  | 216,928              | 217,696                 | in Amerika nicht vom Weltfunkvertrag gedeckt                           |
| 11N   | 216,320                  | 217,088              | 217,856                 | in Amerika nicht vom Weltfunkvertrag gedeckt                           |
| 11B   | 217,872                  | 218,640              | 219,408                 | in Amerika nicht vom Weltfunkvertrag gedeckt                           |
| 11C   | 219,584                  | 220,352              | 221,120                 | in Amerika nicht vom Weltfunkvertrag gedeckt                           |
| 11D   | 221,296                  | 222,064              | 222,832                 | in Amerika nicht vom Weltfunkvertrag gedeckt                           |
| 12A   | 223,168                  | 223,936              | 224,704                 | teilweise Leistungsbeschränkungen zum Schutz militärischer Funkdienste |
| 12N   | 223,328                  | 224,096              | 224,864                 | teilweise Leistungsbeschränkungen zum Schutz militärischer Funkdienste |
| 12B   | 224,880                  | 225,648              | 226,416                 | teilweise Leistungsbeschränkungen zum Schutz militärischer Funkdienste |
| 12C   | 226,592                  | 227,360              | 228,128                 | teilweise Leistungsbeschränkungen zum Schutz militärischer Funkdienste |
| 12D   | 228,304                  | 229,072              | 229,840                 | teilweise Leistungsbeschränkungen zum Schutz militärischer Funkdienste |

10N, 11N und 12N sind von der CENELEC um +160 kHz gegenüber dem jeweiligen Block A verschobene Blöcke, um dem Tonträger eines analogen Fernsehkanals im Kanal darunter auszuweichen. Manche Empfänger finden beim Scannen dieser Blöcke ein schwaches Signal von Block A und listen daher dessen Dienste doppelt, wobei die Duplikate auf Block N meist zu schwach zum Hören sind. Da bei Verwendung von Block N nicht nur Block A, sondern wegen des geringen „guard bands“ auch Block B nicht genutzt werden kann, gibt es – zumindest in Europa und Australien – keine Ausstrahlungen auf Block N. Dasselbe Problem gibt es auch bei Block 13C und 13D (siehe unten), die daher beide nicht genutzt werden.

## Kanal 13
Der sogenannte Kanal 13 ist in einigen Ländern der CEPT für T-DAB freigegeben. In anderen Ländern wird er anderweitig genutzt (so auch in Deutschland, Österreich und der Schweiz). Er schließt frequenzmäßig oberhalb an den Kanal 12 an, hat aber eine Breite von 10 MHz, weshalb sechs DAB-Blöcke Platz finden. Die Blöcke 13C und 13D besitzen allerdings zueinander einen geringeren Frequenzabstand (guard band) als sonst üblich. Der Kanal 13 wird in Deutschland im Kabel als S11 und S12 gekennzeichnet.
Gültiges Frequenzkoordinierungsabkommen für T-DAB in Europa:
- CEPT: FINAL ACTS of the CEPT T-DAB Planning Meeting Constanța, 2007 (WI95revCO07)
- ITU: kein Abkommen

| Block | Untere Blockgrenze [MHz] | Mittenfrequenz [MHz] | Obere Blockgrenze [MHz] | Anmerkungen                                                     |
| ----- | ------------------------ | -------------------- | ----------------------- | --------------------------------------------------------------- |
| 13A   | 230,016                  | 230,784              | 231,552                 | außer im südlichen Afrika nicht vom Weltfunkvertrag gedeckt     |
| 13B   | 231,728                  | 232,496              | 233,264                 | außer im südlichen Afrika nicht vom Weltfunkvertrag gedeckt     |
| 13C   | 233,440                  | 234,208              | 234,976                 | gleichzeitige Nutzung wegen geringen Frequenzabstands erschwert |
| 13D   | 235,008                  | 235,776              | 236,544                 | gleichzeitige Nutzung wegen geringen Frequenzabstands erschwert |
| 13E   | 236,720                  | 237,488              | 238,256                 | auch im südlichen Afrika nicht vom Weltfunkvertrag gedeckt      |
| 13F   | 238,432                  | 239,200              | 239,968                 | auch im südlichen Afrika nicht vom Weltfunkvertrag gedeckt      |

## 1,5-GHz-Band (L-Band)
Gültiges Frequenzkoordinierungsabkommen für T-DAB in Europa:
- CEPT: FINAL ACTS of the CEPT Multi-lateral Meeting for the frequency band 1452–1479,5 MHz Constanța, 2007 (MA02revCO07)
- ITU: kein Abkommen

Im Zuge der Digitalen Dividende 2 wurde das Frequenzband 1452–1492 MHz in Deutschland an Mobilfunkanbieter versteigert. Die Frequenzen wurden dazu für die Verwendung von Mobilfunkdiensten (insbesondere LTE) freigegeben. Eine Verwendung für DVB-T(2), DAB(+) oder Ähnlichem (außer Cell Broadcast und MBMS) wird es in Deutschland daher nicht mehr geben.
| Block | Untere Blockgrenze [MHz] | Mittenfrequenz [MHz] | Obere Blockgrenze [MHz] |
| ----- | ------------------------ | -------------------- | ----------------------- |
| LA    | 1452,192                 | 1452,960             | 1453,728                |
| LB    | 1453,904                 | 1454,672             | 1455,440                |
| LC    | 1455,616                 | 1456,384             | 1457,152                |
| LD    | 1457,328                 | 1458,096             | 1458,864                |
| LE    | 1459,040                 | 1459,808             | 1460,576                |
| LF    | 1460,752                 | 1461,520             | 1462,288                |
| LG    | 1462,464                 | 1463,232             | 1464,000                |
| LH    | 1464,176                 | 1464,944             | 1465,712                |
| LI    | 1465,888                 | 1466,656             | 1467,424                |
| LJ    | 1467,600                 | 1468,368             | 1469,136                |
| LK    | 1469,312                 | 1470,080             | 1470,848                |
| LL    | 1471,024                 | 1471,792             | 1472,560                |
| LM    | 1472,736                 | 1473,504             | 1474,272                |
| LN    | 1474,448                 | 1475,216             | 1475,984                |
| LO    | 1476,160                 | 1476,928             | 1477,696                |
| LP    | 1477,872                 | 1478,640             | 1479,408                |